# Kreyern

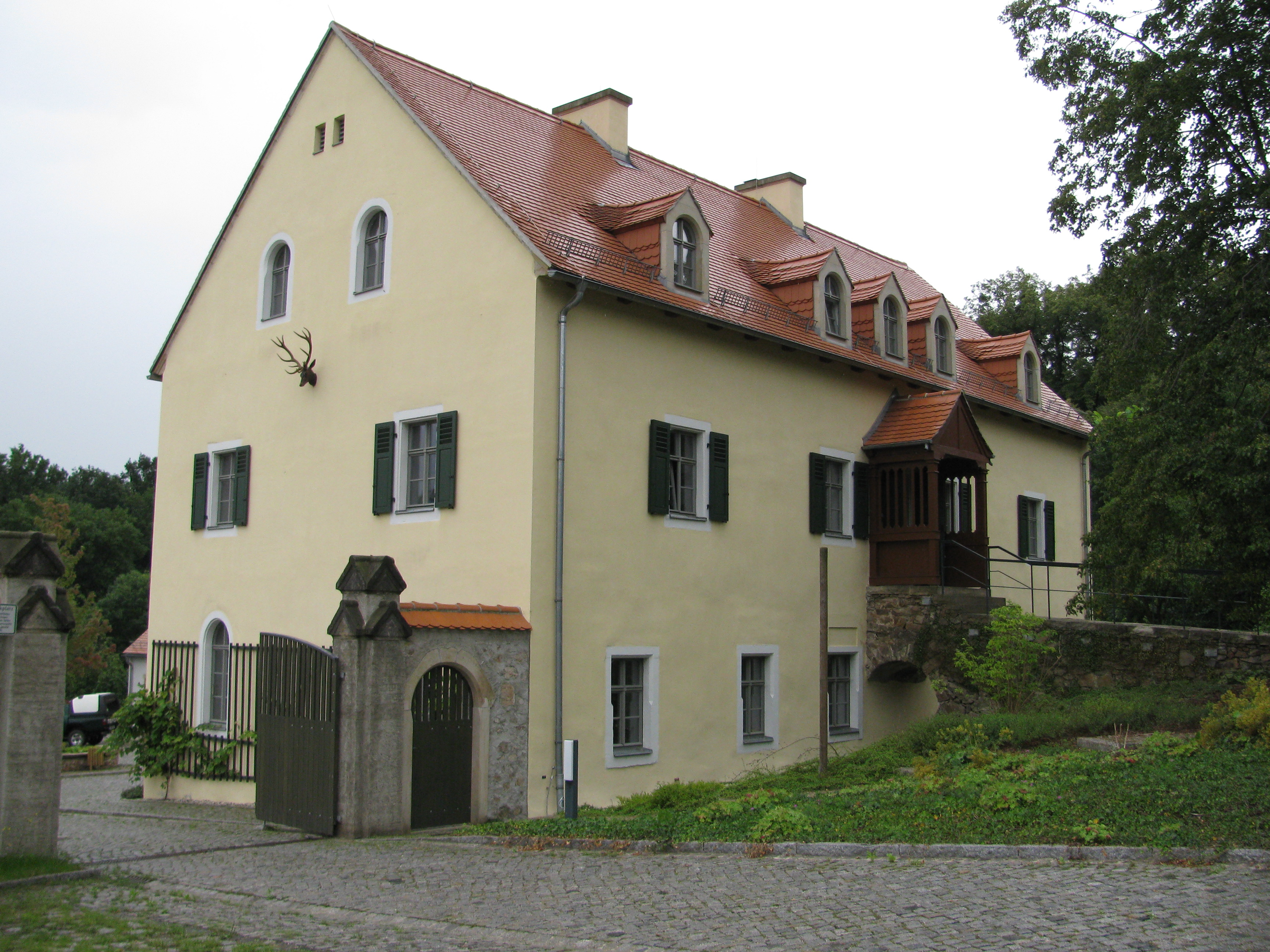
Forsthaus Kreyern

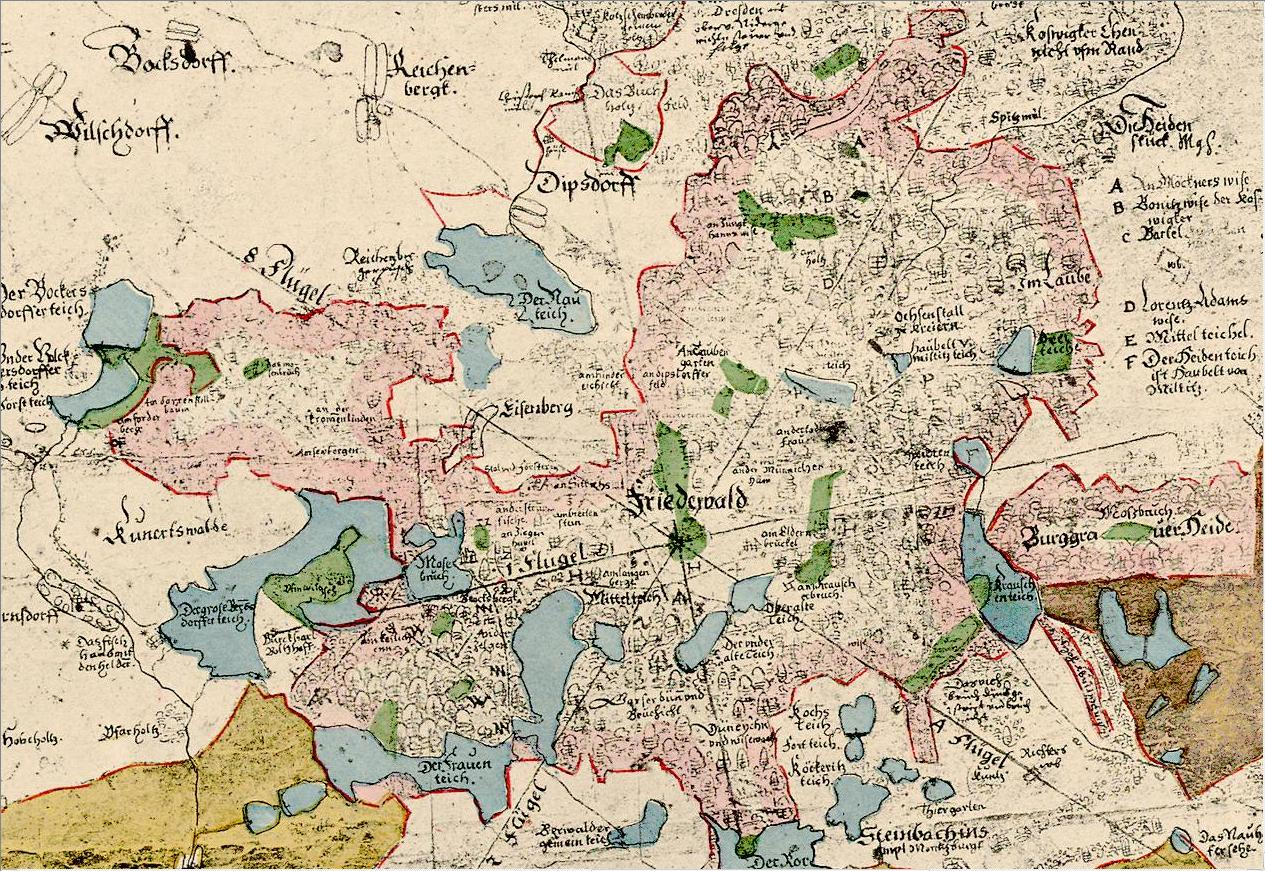
„Ochsenstall Kreiern“ auf einer Karte von Matthias Oeder von etwa 1600

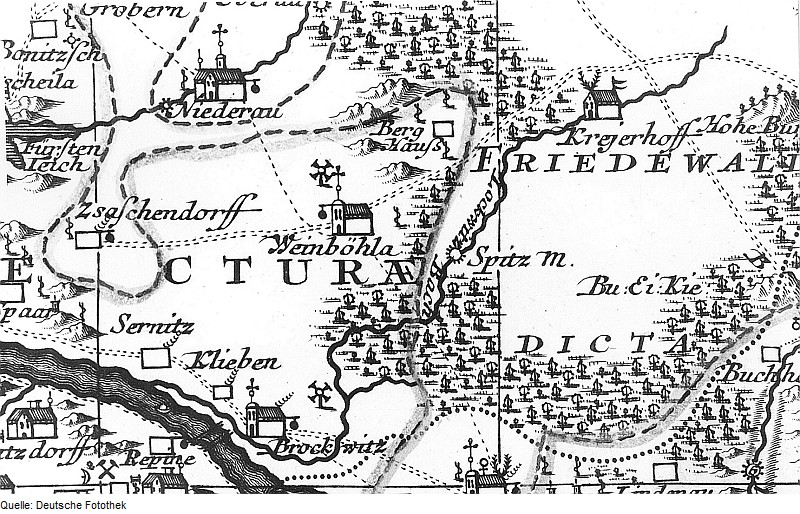
„Krejerhoff“ auf einer Karte aus der Mitte des 18. Jahrhunderts

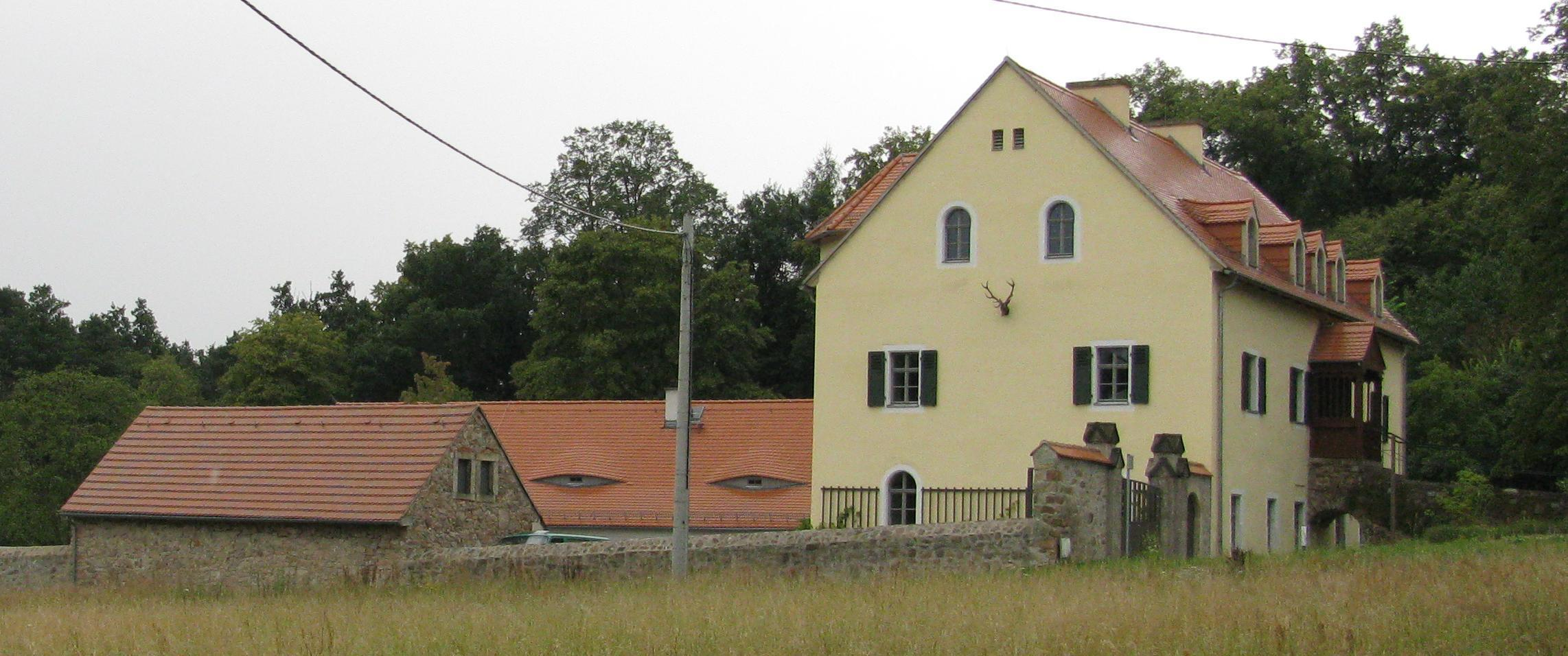
Forsthaus Kreyern und Nebengebäude

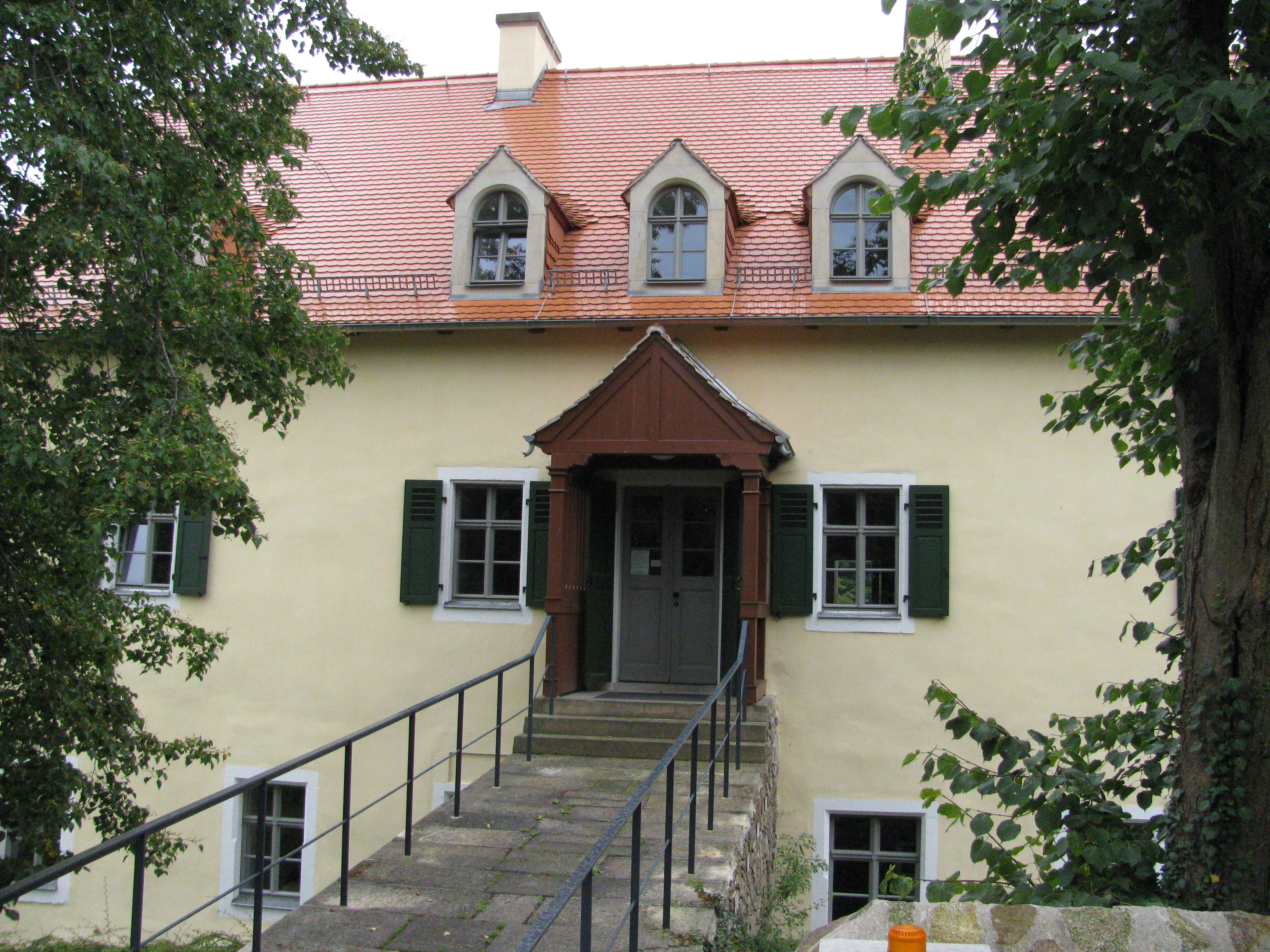
Eingang zum Forsthaus Kreyern

Kreyern ist eine Wüstung in Coswig im Landkreis Meißen, Freistaat Sachsen. Sie stellt ein Teilgebiet des Friedewalds dar. Einziges Gebäude ist das Forsthaus Kreyern.

## Lage
Die Dorfstelle Kreyern befindet sich im Nordosten der Gemarkung Coswig. Nordöstlich benachbart ist der Moritzburger Ortsteil Auer, nördlich der Weinböhlaer Ortsteil Neuer Anbau und westlich Weinböhla. Nächster Ort in südöstlicher Richtung ist Friedewald.
Die Wüstung liegt in der Mitte des Friedewalds, ist komplett von Wald umgeben und teils selbst bewaldet. Östlich befindet sich der Ilschenteich, nordöstlich in Richtung Auer der Kapellenteich – beide gehören zu den Moritzburger Teichen. Die Dorfstelle liegt im oberen Spitzgrund und damit am Lockwitzbach, der bei Sörnewitz in die Elbe mündet.

## Geschichte
Erstmals erwähnt wurde das gleichnamige Dorf im Jahr 1406 als „Kryre“. Der aus dem Altsorbischen stammende Ortsname weist einen Bezug zum Verb *kryrati auf, das „den Laut einer Gans oder eines Kranichs von sich geben, schnattern“ bedeutet. *Kryry ist damit der „Ort, wo es krächzt“. Im Laufe der folgenden 150 Jahre wandelte sich der Ortsname über die Formen „Kryer“, „Krire“, „Kriher“, „Kreiern“ und „Kreygern“ hin zu „Kreyern“. Die Grundherrschaft lag 1457 bei den Besitzern des Rittergutes Scharfenberg. Damals befanden sich in Kreyern ein Vorwerk, ein Gasthof und eine Kapelle. Eingepfarrt war das Dorf nach Oberau. Im Jahre 1551 wohnten in Kreyern neben drei Häuslern und zwölf Inwohnern insgesamt 26 besessene Mann, die über 17 Hufen verfügten. Eine der Hufen bewirtschafteten vier Gärtner. Zwei der Bauern besaßen Weinberge. Diese beiden unterstanden dem Amt Großenhain, während die anderen dem Amt Moritzburg dienstpflichtig waren.
Im 16. Jahrhundert wuchs die Bedeutung des das Dorf umgebenden Friedewalds als kurfürstliches Jagdgebiet der Wettiner. Ab 1542 ließ Kurfürst Moritz bei Eisenberg sein Jagdhaus errichten, aus dem Schloss Moritzburg hervorging. Um seine Wildbahn weiter auszudehnen, forderte er von den Rittern von Karras, die in der Coswiger Karrasburg saßen, das Dorf Kreyern, zudem erwarb er schon einmal das Vorwerk. Nachdem Moritz bei der Schlacht bei Sievershausen 1553 zu Tode gekommen war, veräußerten Hans und Georg von Karras im Jahre 1556 für 15.169 Gulden, 11 Groschen und 10 Pfennige ihre Besitzungen mit der Jagd an den neuen Kurfürsten August und zogen sich aus dem Coswiger Raum zurück.
Im Anschluss daran erfolgte die Angliederung Kreyerns ans kurfürstliche Jagdgebiet. Zu diesem Zweck wurde das Bauerndorf geräumt, die Bewohner des seitdem wüsten Ortes wurden nach Coswig und in den Meißner Ortsteil Neuzaschendorf umgesiedelt. Die Gehöfte wurden abgerissen und die Hufen wieder aufgeforstet. In Kreyern blieb lediglich ein neuerrichteter Viehhof bestehen, der zum Kammergut Ostra gehörte und den kurfürstlichen Weinbergen der Hoflößnitz Dünger zu liefern hatte. Um 1600 verzeichnet der Kartograph Matthias Oeder den „Ochsenstall Kreiern“ auf einer seiner Karten. Um 1618 wird unweit des Jägerhauses die Wolfssäule Friedewald errichtet. Im Jahre 1628 baute der Dresdner Hofbaumeister Ezechiel Eckhardt das Kreyerner Jägerhaus um; in der ersten Etage erhielt es zwei Zimmer, die der Kurfürst bei höfischen Jagden nutzen konnte.
Die Bauern des benachbarten Lindenau hatten bis zur Ablösung der Feudallasten im 19. Jahrhundert jeder pro Jahr 20 Tage Handdienste im Viehhof abzuleisten.
Spätestens seit dem 16. Jahrhundert war Kreyern Sitz eines Forstreviers (dokumentiert in der Holzordnung von 1543). Im Jahre 1679 zogen die Förster aus dem damals als Forsthaus genutzten vormaligen Herrenhaus der Coswiger Karrasburg ins nunmehrige Forsthaus Kreyern um. Nach 1700 ließen die Kurfürsten in Kreyern auch litauische Wisente halten. Diese fälschlicherweise als Auerochsen bezeichneten Tiere wurden später zum Namensgeber des benachbarten Ortsteils Auer. Der unwirtschaftliche Viehstall wurde 1820 abgerissen. Neben der Nutzung als Jagdgebiet besaß das Gebiet um Kreyern Bedeutung für die Fischzucht sowie für die Forstwirtschaft.
Nach einem Brand im Jahr 1847 erfolgte ein Um- und Wiederaufbau des Forsthauses in der heutigen Form. Sechs Personen wohnten 1875 im Forsthaus Kreyern, das zur Amtshauptmannschaft Meißen zählte. Im Jahre 1910 war es nach Coswig eingepfarrt.
Im Jahr 1948 wurden infolge der Bodenreform 45 Hektar Land, und somit etwa zwei Drittel der Kreyerner Flur, nach Radebeul umgemeindet.
In der Nähe des Forsthauses Kreyern betrieb die 1. Gardepanzerarmee der Sowjetarmee seit Mitte der 1960er Jahre eine als Bunker ausgeführte Funksendezentrale, die bis 1997 komplett abgerissen wurde.
Das Forsthaus Kreyern wurde zwischen 2002 und 2005 umfassend saniert und ist Sitz des Forstamtes Moritzburg (Forstbezirk Dresden, Revier 05 Moritzburg). In seiner Nähe befindet sich das Wolfsdenkmal, das den Ort dokumentiert, wo 1618 im Friedewald der letzte Wolf getötet wurde.